# NextWeb Media
NextWeb Media – grupa mediowa powstała z połączenia spółek NextWeb Ventures Sp. z o.o oraz Blomedia Sp. z o.o, posiadająca siedzibę w Warszawie. Pomysłodawcą oraz założycielem spółek NextWeb Ventures i Blomedia był Jakub Zieliński, który obecnie zarządza grupą.
W czerwcu 2015 NextWeb Media została kupiona przez giełdową spółkę Wirtualna Polska Holding.  

## Charakterystyka
W skład grupy NextWeb Media wchodzą serwisy zdrowotne abcZdrowie, sieć blogów Blomedia, Gadzetomania.pl, Komorkomania.pl, Autokult.pl, serwisy tematyczne – Parenting.pl, Kardiolo.pl oraz wiele innych.

## Oglądalność
Według wyników Megapanelu PBI/Gemius, w sierpniu 2013 roku serwisy wchodzące w skład grupy NextWeb Media zanotowały 3,04 mln realnych użytkowników. Według Google Analytics za październik 2011 serwisy należące do NextWeb Media odwiedziło 7,8 miliona unikalnych użytkowników dokonując ponad 34 milionów odsłon stron.